# Persone uccise negli anni di piombo (1972)
Di seguito viene riportata una sintetica cronologia delle vittime provocate in Italia durante gli anni di piombo nel 1972.

## Vittime del 1972
| Data        | Nome comune                    | Località           | Responsabili                                                                              | Vittime                                                             | Note |
| ----------- | ------------------------------ | ------------------ | ----------------------------------------------------------------------------------------- | ------------------------------------------------------------------- | --- |
| 21 gennaio  | Omicidio di Vincenzo De Waure  | Napoli             | Ignoti                                                                                    | Vincenzo De Waure (antifascista)                                    | Dopo essere stato colpito con un fendente all'altezza della pancia fu bruciato vivo. |
| 14 marzo    | Omicidio di Giuseppe Tavecchio | Milano             | Forze dell'ordine                                                                         | Giuseppe Tavecchio (pensionato)                                     | Ucciso in seguito agli scontri in piazza dell'11 marzo, mentre le forze dell'ordine erano impegnate a domare la guerriglia provocata dagli extraparlamentari di sinistra. |
| 17 maggio   | Omicidio Calabresi             | Milano             | Ovidio Bompressi, Leonardo Marino, Giorgio Pietrostefani e Adriano Sofri (Lotta Continua) | Luigi Calabresi (Commissario Capo della Polizia di Stato)           | Ovidio Bompressi e Leonardo Marino (reo confesso) verranno riconosciuti esecutori del delitto, mentre Giorgio Pietrostefani e Adriano Sofri saranno condannati come mandanti. |
| 31 maggio   | Strage di Peteano              | Peteano di Sagrado | Ivano Boccaccio, Carlo Cicuttini e Vincenzo Vinciguerra (Ordine Nuovo)                    | Franco Dongiovanni, Antonio Ferraro e Donato Poveromo (carabinieri) | I carabinieri Antonio Chirico, Dino Mingarelli e Giuseppe Napoli sono stati condannati per aver depistato le indagini. Nel 1993 il perito balistico Marco Morin (un tempo consulente di fiducia della Procura della Repubblica di Venezia) è stato condannato per peculato e favoreggiamento, insieme ad altri Ufficiali accusati di falsa testimonianza. |
| 7 luglio    | Omicidio di Carlo Falvella     | Salerno            | Giovanni Marini (militante anarchico)                                                     | Carlo Falvella (FUAN)                                               | Accoltellato in seguito ad una rissa. |
| 25 agosto   | Omicidio di Mariano Lupo       | Parma              | Edgardo Bonazzi, Andrea Ringozzi e Luigi Saporito (MSI)                                   | Mariano Lupo (Lotta Continua)                                       | Edgardo Bonazzi è condannato come esecutore materiale del delitto, mentre Andrea Ringozzi e Luigi Saporito sono ritenuti colpevoli di concorso in omicidio volontario. |
| 27 novembre | Omicidio di Fiore Mete         | Conflenti          | Antonio Mete e Raffaele Rocca (MSI)                                                       | Fiore Mete (civile)                                                 | Esecutore materiale del delitto è Raffaele Rocca. |